# Asteroide perdut

S'han observat centenars de milers de planetes menors, i molts d'ells s'han de considerar perduts per culpa de dades d'observació insuficients.

Els asteroides perduts són aquells asteroides que després d'haver sigut enfrontats, catalogats i estudiats per un breu període, els observadors perden de vista i la pista a causa del curt espai de temps d'observació per a predir amb precisió la seua ubicació futura. Molts dels asteroides descoberts en els inicis de l'estudi de l'espai durant els segles XIX i xx es van perdre i van redescobrir en les dècades de 1980 i 1990, però un gran nombre d'asteroides continuen perduts. Segons algunes opinions són milers, si no desenes de milers els asteroides observats, i que després s'han perdut -no són fàcils de trobar mirant en la direcció prevista amb el telescopi, ja que la incertesa de la seua òrbita és molt gran o són massa febles per a poder detectar-los.
Alguns dels asteroides descoberts a principis del seu estudi "es van perdre" perquè es tenia insuficient informació d'ells per a determinar una òrbita exacta. Sense aquesta informació, els astrònoms no tindrien manera de fer-li un seguiment en un futur pròxim. A vegades, es dona el cas que un nou objecte "recentment descobert" resulta ser el redescobriment d'un altre que estava prèviament perdut, la manera de confirmar-ho és recalculant l'òrbita del "nou objecte" arrere i comparant les seues posicions amb les registrades amb les del suposat objecte perdut. En el cas dels estels, no és fàcil realitzar aquest càlcul arrere a causa de les forces gravitacionals que els afecten així com les esteles de gas que emet el nucli del cometa. No obstant, l'astrònom britànic Brian Marsden, es va especialitzar en el càlcul de tals forces i va predir amb èxit el retorn l'any 1992 del cometa periòdic que estava perdut Swift Tuttle.